# Inschrijfgeld
Inschrijfgeld of inschrijvingsgeld is het bedrag dat moet worden betaald om te mogen deelnemen aan, of om lid te worden van:
- een competitie, zoals een sportwedstrijd (dan soms ook startgeld genoemd), een wandelzoektocht of kaarttoernooi.
- een opleiding (dan ook wel lesgeld of leergeld genoemd en historisch schoolgeld of minerval) of cursus, zoals een taalcursus of dansopleiding (dan soms ook studiegeld genoemd). Doorgaans betaalt men bij de aanvang slechts een gedeelte van het volledige bedrag en wordt de volledige som in de loop van het schooljaar betaald. Om de opleiding af te maken, wordt soms nog een extra "examengeld" gevraagd, naast een vergoeding voor de gebruikte leermiddelen. In het hoger onderwijs wordt het collegegeld genoemd.
- een vereniging of club.